# Георги Константиновски
Георги Константиновски (Крагујевац, 29. јул 1930 — Скопље, 12. децембар 2020) био је македонски архитекта. Његови рани радови спадају у архитектонски правац брутализам.

## Биографија
Рођен је 29. јула 1930. године у Крагујевцу. Дипломирао је 1956. године на Архитектонском факултету у Скопљу, а магистрирао 1965. у Школи архитектуре на Јејлу, САД, у радионици Пола Рендолфа и Сержа Шермајефа. После тога је у Њујорку радио на пројектовању административних зграда, где је сарађивао са Хенријем Кобом и Аралдом Косутом. Вратио се у Македонију након што је Скопље срушено у земљотресу, како би учествовао у његовој обнови.
Добитник је бројних признања и награда, од којих су неке највиша макеоднска награда за уметности „11. октомври“ за најбоље архитектонско остварење у Скопљу и награда из 2004. за архитектонско остварење Меморијалног центра АСНОМ.
Пензионисани је професор Катедре за дизајн Архитектонског факултета у Скопљу.

## Стваралаштво
Неки најистакнутији од његових 360 пројеката и нацрта су:
- Архив града Скопља, булевар Партизански одреди (1966)
- Студентски дом „Гоце Делчев“, Скопље (1969)
- Институт за земљотресни инжењеринг и инжењеринг сеизмологије, Скопље (1978)
- Спомен кућа Разловечког устанка, Разловци код Делчева (1979)
- Палата „Унион“, Улица Иве Лоле Рибара, Скопље (1993)
- Палата „Кузман“, Улица Иве Лоле Рибара, Скопље (1994)
- Меморијални центар АСНОМ, Пелинце код Куманова (2004)

## Галерија
- Студентски дом „Гоце Делчев“
- Архив града Скопља
- Спомен кућа Разловечког устанка
- Меморијални центар АСНОМ, Пелинце